# 杉田聡
杉田 聡（すぎた さとし、1953年4月22日 - ）は、日本の哲学者、帯広畜産大学名誉教授。

## 来歴
埼玉県生まれ。北海道大学文学部卒業、同大学院博士課程中退。文学修士。元の専門はカント倫理学だが、自動車問題、ジェンダー問題について考察、「クルマ社会を問い直す会」会員である。帯広畜産大学教授(哲学・思想史)、2019年定年となり名誉教授。

## ポルノへの嫌悪
大月書店などから複数の著書を発売している。宮台真司、藤本由香里など、アダルトビデオや売春の容認・礼賛者を批判したこともある。2017年8月にはWebronza上において、ポルノやAVは女性に対する暴力であり、広い意味で「ポルノはヘイトスピーチ」との意見を発表した。『AV神話 アダルトビデオをまねてはいけない』という著書もある。

## 著書
- 『人にとってクルマとは何か』大月書店 1991
- 『野蛮なクルマ社会』北斗出版 1993
- 『クルマが優しくなるために』ちくま新書 1996
- 『男権主義的セクシュアリティ ポルノ・買売春擁護論批判』青木書店 1999
- 『クルマを捨てて歩く!』講談社＋α新書 2001
- 『レイプの政治学 レイプ神話と「性=人格原則」』明石書店 2003
- 『道路行政失敗の本質 〈官僚不作為〉は何をもたらしたか』平凡社新書 2003
- 『AV神話 アダルトビデオをまねてはいけない』大月書店 2008
- 『「日本は先進国」のウソ』平凡社新書 2008
- 『買物難民 もうひとつの高齢者問題』大月書店 2008
- 『カント哲学と現代―疎外・啓蒙・正義・環境・ジェンダー』行路社、2012
- 『「買い物難民」をなくせ! 消える商店街、孤立する高齢者』中公新書ラクレ 2013
- 『「3・11」後の技術と人間 技術的理性への問い』世界思想社現代哲学叢書 2014
- 『天は人の下に人を造る　「福沢諭吉神話」を超えて』インパクト出版会、2015

## 共編著
- 『クルマ社会と子どもたち』今井博之 岩波ブックレット 1998
- 『性の貧困と希望としての性教育 その現実とこれからの課題』浅井春夫、村瀬幸浩共編 十月舎 2009
- 『福沢諭吉 朝鮮・中国・台湾論集―「国権拡張」「脱亜」の果て』明石書店、2010
- 『逃げられない性犯罪被害者 無謀な最高裁判決』編著 桐生正幸,橋爪(伊藤)きょう子,堀本江美,養父知美著　青弓社　2013
- 『さようなら！福沢諭吉 日本の「近代」と「戦後民主主義」の問い直し』安川寿之輔,雁屋哲共編  花伝社、2016

## 翻訳
- H.J.ペイトン『定言命法 カント倫理学研究』行路社 1986